# Antistia de sufragiis
La lex Antistia de sufragiis va ser una antiga llei romana proposada l'any 635 de la fundació de Roma (118 aC) a proposta del tribú de la plebs Marc Antisti. Aquesta llei donava el dret de sufragi als ciutadans de Satricum al Latium.